# چیکوسا تاداآکی

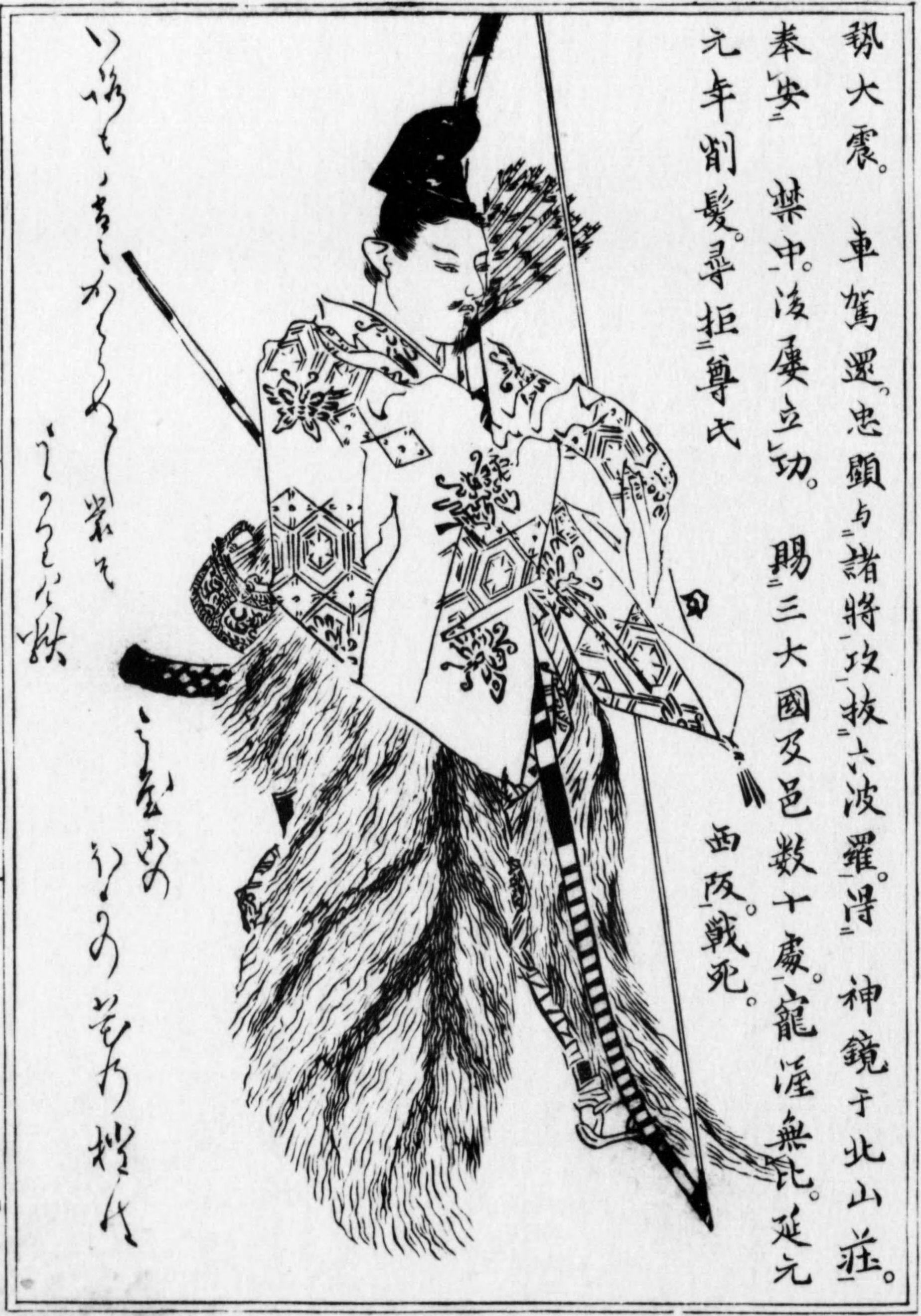

چیکوسا تاداآکی (به ژاپنی: 千種 忠顕（ちくさ ただあき)، از اواخر دوره کاماکورا تا دوره نانبوکوچو یک اشراف درباری کوگه بود.  جد خاندان چیکوسا بود.
او از نزدیکان امپراتور گو-دایگو شد و با پدرش، آریتادا، که در حال نقشه کشیدن زودهنگام ولیعهد کونینوشی به تاج و تخت بود، اختلاف داشت.
پس از جنگ گنکو در سال ۱۳۳۲، زمانی که امپراتور به جزیره اوکی تبعید شد، او را دنبال کرد. سال بعد، او با امپراتور از جزایر اوکی فرار کرد، به ناگا ناگانو از ولایت هوکی پناه برد و در کوه سنجو (توتوری) ارتش تشکیل داد. او که به رتبه تونو چوجو منصوب شد، نیروهای منطقه سنین را رهبری کرد و با آشیکاگا تاکائوجی و آکاماتسو نوریمورا در حمله روکوهارا تاندای شرکت کرد و همچنین به قبایل قدرتمند در نقاط مختلف از جمله یوکی مونهیرو از شیراکاوا، اوشو دستور داد. و والدین و فرزندان طرفدار کیوتو او به جنبش امپراتور گو-دایگو برای سرنگونی حکومت شوگون کمک کرد.
در طول بازسازی کنمو، او به همراه با سه نفر دیگر یوکی چیکامیتسو، کوسونوکی ماساشیگه و ناوا ناگاتوشی به سانبوکو ایسو  حمایت کنندگان امپراتور) معروف شدند و از قدرت برخوردار بود.
در سال ۱۳۳۵ آشیکاگا تاکائوجی  از دولت جدید جدا شد و در ژانویه ۱۳۳۶ او را به همراه نیتا یوشیسادا، آکی‌ایه کیتاباتاکه و دیگران تعقیب کرد و نیروهای آشیکاگا را به کیوشو راند.
در ۷ ژوئن همان سال، آنها بار دیگر با ارتش تاکائوجی که در حال نزدیک شدن به کیوتو بود، روبرو شدند و با آشیکاگا تادایوشی جنگید و در نبرد کشته شد.